# Estación de Haussmann - Saint-Lazare
La estación de Haussmann - Saint-Lazare es una estación ferroviaria subterránea situada en el IX Distrito de París. Por ella circulan los trenes de cercanías de la línea E del RER, configurándose como el terminal oeste de la línea.
Estratégicamente situada, la estación ofrece conexiones con hasta cuatro estaciones de metro (Saint-Lazare, Havre Caumartin, Opéra, Saint-Augustin), con la estación de Auber de la línea A del RER y con la estación de tren de París Saint-Lazare.

## Historia
La estación fue inaugurada el 12 de julio de 1999 con la puesta en marca de la moderna línea E del RER. Aunque en los proyectos iniciales figuraba como Saint-Lazare - Condorcet, finalmente se optó Hausssmann - Saint-Lazare en referencia al cercano bulevar Haussmann. 

## Descripción
A diferencia de las angustiosas estaciones subterráneas de la línea A, Haussman - Saint-Lazare se caracteriza por un diseño mucho más moderno, espacioso y luminoso. Cuatro vías acceden a la misma gracias a dos amplios andenes centrales que resguardan dos bóvedas de grandes dimensiones. Las vías están numeradas del 31 al 34.

## Servicios ferroviarios
Los trenes de la línea E circulan a razón de 10 trenes por hora. La cifra se eleva hasta los 16 en hora punta y se rebaja a 8 por la noche.